# Brihaspati
Na mitologia hindu, Brihaspati (também conhecido como Brahmanaspati) é o guru dos Devas e o arquirrival de Shukracharya, guru dos Danavas. Há um hino para ele no Rigveda.
Um dos mantra de Vishwamitra no Rigveda :
Vŗşabham charşninam vishwarupamdabhyam | Vrihaspatim-varenyam
- Ó Grande Homem! Nós cantamos a oração de Brihaspati (o preceptor de Deus) para a fidelidade no ensinamento e para o sucesso em todas as nossas ações. Ele é o mais respeitável e o maior. Seu desejo são invioláveis e nós ganhamos em força (espiritualidade) por seguir seus passos.
Brihaspati é o filho de rishi Angirasa e Suroopa de acordo com o Shiva Purana. Ele tem dois irmãos chamados Utathya e Samvartana, e três esposas. Sua primeira esposa Shuba deu à luz Bhanumati, Raaka, Archishmati, Mahamati, Mahishmati, Sinivalli, e Havishmati, suas sete filhas. Sua segunda esposa Tara deu à luz sete filhos e uma filha. E finalmente a sua terceira esposa Mamata, teve dois filhos, Kacha e Bharadwaja.
Ele adquiriu a sua posição como preceptor dos Devas realizando penitencias nos bancos de Prabhas Tirtha. O Senhor Shiva concedeu-lhe esta posição e o transformou em um dos Navagrahas (nove planetas), a saber, o planeta Júpiter, que é conhecido na astrologia Védica como Guru, Brihaspati, Cura ou Devaguru. De Acordo com a astrologia tradicional Hindu, o culto ou propiciação de Brihaspati ou Guru (Júpiter) resulta na cura dos indisposição que afetam o estomago e ajuda inibe o pecado. 

Seu nome é escrito em Sânscrito Védico como Bŗhaspati com dois udātta (acentos), provavelmente representando as duas palavras bŗhas pati, como o mesmo significado que seu outro nome Brahmanas pati: "o lorde Brahman da Semânticas e pronuncia"; bŗhas deve ser o genitivo da raiz substantiva bŗh-.